# Сетевой жаргон

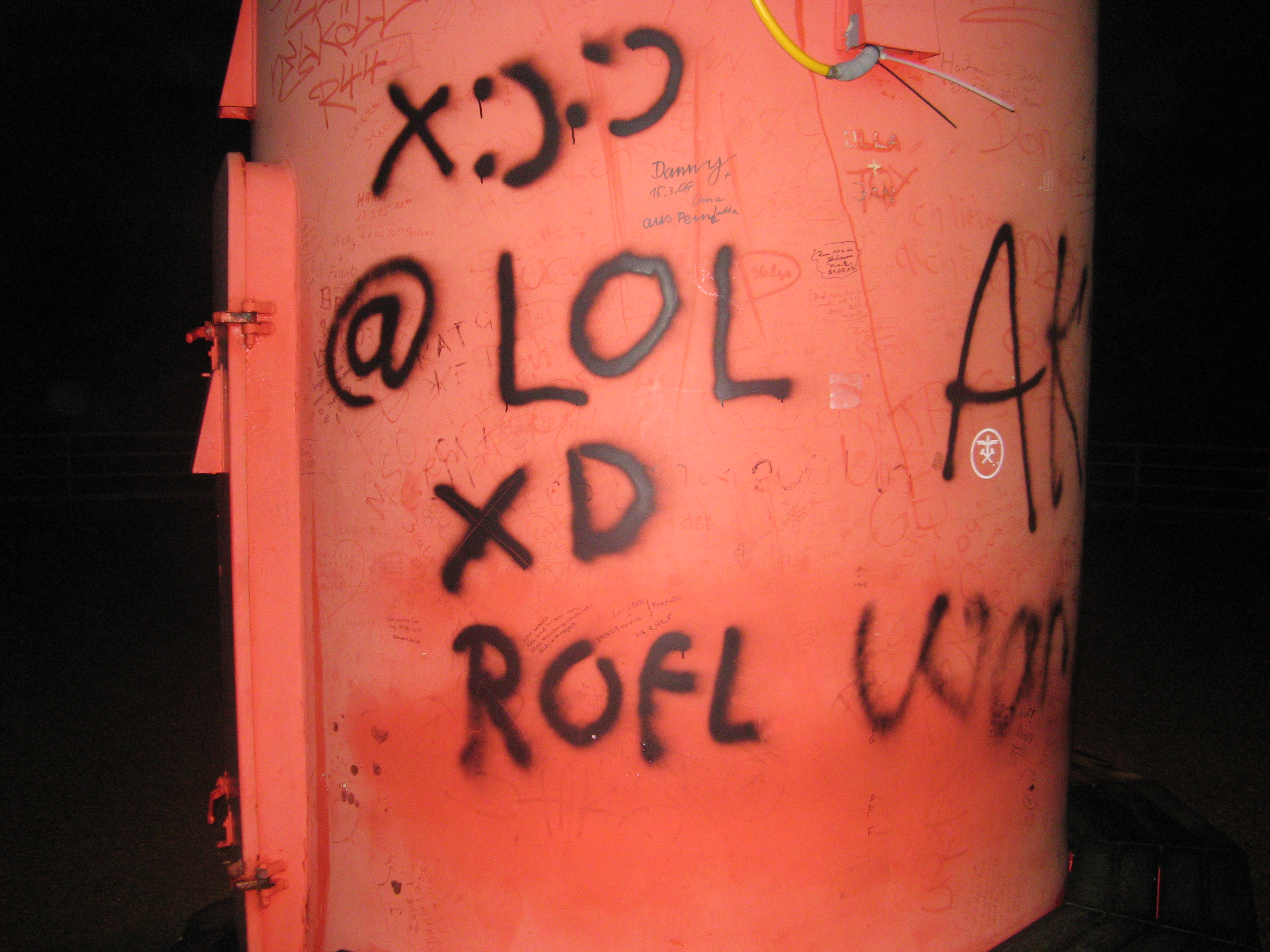
Граффити с сетевым жаргоном

Сетевой жаргон, сетевой сленг — жаргон, используемый при общении через компьютерные сети, в первую очередь через самую большую из них: Интернет.
На данный момент точного определения данного понятия сформулировать невозможно, из-за того что сетевой сленг постоянно меняется, как и его тенденции. Один из самых популярных примеров сетевого жаргона — «ЛОЛ» (англ. LOL), означающее «смех, веселье». Чаще всего данные слова или выражения используются для сокращения полных слов и предложений: так, чтобы обозначить нежелание читать длинный текст, можно использовать аббревиатуру TL;DR. Сетевой жаргон стал популярен вместе с развитием социальных сетей и игровых платформ; некоторые используют сленг для удовольствия, а некоторые даже в реальной жизни. Согласно исследованиям, основной причиной использования сетевого жаргона является облегчение общения и набора букв: это позволяет экономить время и увеличивать скорость чтения.
Примеры русского сетевого сленга:
- кащенизм, появившийся в сети в Fido в эхоконференции SU.KASCHENKO.LOCAL;
- падонкаффский йезыг, на котором, в частности, писали на сайте udaff.com.

24 апреля 2014 года ведущий редактор Gawker Макс Ред запретил использовать сетевой жаргон при написании статей о персонах.